# Nicolaus-Johannes Heyse

Nicolaus-Johannes Heyse (2006)

Nicolaus-Johannes Heyse (* 1. September 1974 in Weimar) ist ein deutscher Bühnenbildner, Kostümbildner und Grafiker.
Nicolaus-Johannes Heyse begann nach einjährigem Aufenthalt 1992/93 am Kunstgymnasium in Lahti/Finnland und Abitur 1995 in Berlin das Studium der Architektur an der TU Berlin.
1998–2000 war er als Bühnenbildassistent am Schauspiel Leipzig tätig, wo auch die ersten Bühnenbildprojekte entstanden sind. Seitdem arbeitet er als Bühnen- und Kostümbildner im deutschsprachigen Theaterraum u. a. mit den Regisseuren Matthias Brenner, Aureliusz Smigiel, Andreas Rehschuh, Konstanze Lauterbach, Joachim Lätsch, Sandrine Hutinet und Dietmar Horcicka.

## Theaterarbeiten (Auswahl)
- 2000, Schauspiel Leipzig: City of Angels
- 2000, Deutsches Theater Berlin: Poker
- 2001, Staatstheater Darmstadt: Der Revisor
- 2001, Freie Kammerspiele Magdeburg: Fast Hands / Flinke Fäuste
- 2001, Bremer Theater: Gestochen scharfe Polaroids
- 2002, Staatstheater Darmstadt: Das Kaffeehaus
- 2002, Das Meininger Theater: Was ihr wollt
- 2003, Freie Kammerspiele Magdeburg: Heaven
- 2003, Freie Kammerspiele Magdeburg: Elektra
- 2003, Deutsches Nationaltheater Weimar: Herr Burczik hat sonst nie Besuch
- 2003, Volkstheater Rostock: Acht Frauen
- 2003, Theater Altenburg-Gera: Ringelnatz – Geisterstunde
- 2004, Staatstheater Darmstadt: Nur für Erwachsene
- 2004, Deutsches Nationaltheater Weimar: Sonny Boys
- 2004, Kleist-Theater Frankfurt (Oder): Maurer
- 2004, Theater der Stadt Heidelberg: Marlene und Jo
- 2005, Theater Magdeburg: Ladies Night
- 2005, Theater Magdeburg: Effi Briest
- 2005, Württembergische Landesbühne Esslingen: Der Glöckner von Notre-Dame
- 2005, Bremer Theater: Der Hofmeister
- 2006, Theater Freiburg: Tolles Geld
- 2006, Theater Magdeburg: Fame
- 2006, Württembergische Landesbühne Esslingen: Michael Kohlhaas
- 2006, Theater Magdeburg: Das Märchen von der verlorenen Zeit
- 2006, Das Meininger Theater: Heute Abend: Lola Blau
- 2007, Theater Bielefeld: Hamlet
- 2007, Theater Magdeburg: Hair
- 2007, Landesbühnen Sachsen: Drei Mal Leben
- 2007, Mecklenburgisches Staatstheater Schwerin: Das Fest
- 2007, Theater Magdeburg: Die Komödie der Irrungen
- 2007, Neues Schauspiel Erfurt: Sechs Tanzstunden in sechs Wochen
- 2007, Theater Magdeburg: Der gestiefelte Kater
- 2007, Volkstheater Rostock: Pension Schöller
- 2008, Theater Magdeburg: Jesus Christ Superstar
- 2008, Vereinigte Bühnen Bozen: Das Jahr magischen Denkens
- 2008, Theater Magdeburg: Zwerg Nase
- 2009, Württembergische Landesbühne Esslingen: Shakespeares sämtliche Werke (leicht gekürzt)
- 2009, Das Meininger Theater: Wilhelm Tell
- 2009, Württembergische Landesbühne Esslingen: Der Fremde
- 2010, Kleist Forum Frankfurt (Oder): Straße zum Strand
- 2010, Hans-Otto-Theater Potsdam: Momo
- 2010, Hans-Otto-Theater Potsdam: Trilogie der Sommerfrische
- 2011, Württembergische Landesbühne Esslingen: Das Spiel vom Fragen oder Die Reise ins sonore Land
- 2011, Volkstheater Rostock: Effi Briest
- 2011, Oper Halle: Dracula
- 2011, Württembergische Landesbühne Esslingen: Hexenjagd
- 2012, neues theater Halle: Till Eulenspiegel
- 2012, Württembergische Landesbühne Esslingen: Effi Briest
- 2012, Thalia Theater Halle: Mimi und Mozart
- 2012, neues theater Halle: Eine Weihnachtsgeschichte
- 2013, Oper Halle: Der Glöckner von Notre-Dame
- 2013, Württembergische Landesbühne Esslingen: Die Physiker
- 2014, Thalia Theater Halle: Der kleine Prinz
- 2015, Thalia Theater Halle: Wir alle für immer zusammen
- 2015, neues theater Halle: Bornholmer Straße
- 2015, Thalia Theater Halle: Endstation Sehnsucht
- 2015, neues theater Halle: Bornholmer Straße
- 2016, neues theater Halle: Schuld und Sühne